# Hydroxyde de lithium
L’hydroxyde de lithium (LiOH, CAS : 1310-65-2), aussi appelé lithine, est une base corrosive, produite par exemple lors du mélange réactif entre le lithium métal solide et l'eau :
{\displaystyle {\rm {2Li+2H_{2}O\rightarrow 2LiOH+H_{2}}}}
Cet alcali sous forme de cristaux incolores, très caustique, est analogue à la soude (NaOH) et la potasse (KOH), bien que certaines de ses propriétés soient uniques. Son principal avantage par rapport à celles-ci concerne sa faible masse molaire et sa plus grande densité, ce qui rend ses utilisations en milieu confiné plus pratiques. On peut ajouter, à cette compacité et légèreté, la grande puissance du couple redox Li+/Li, en particulier son potentiel d'oxydoréduction et sa durabilité.

## Propriétés
L'hydroxyde de lithium se présente sous la forme d'un cristal blanc hygroscopique. Il est soluble dans l'eau (128 g·l-1 à 20 °C), et faiblement dans l'éthanol. Il fond à 471 °C.

## Utilisations
La lithine caustique a été une base forte employée en savonnerie. Elle permet d'obtenir des savons gras de lithium, par exemple des stéarate de lithium, par réaction de saponification. Ces savons servent à fabriquer des lubrifiants et anti-adhésifs de fonderie. 
L'hydroxyde de lithium sert à fabriquer des sels ou polymères techniques principalement à propriétés anti-statiques.
D'autres utilisations le font intervenir dans les synthèses de polymères ou comme électrolyte dans les piles, puissantes et à usage fiable de longue durée, mais aussi dans les accumulateurs au lithium. 

### Purification de l'air par absorption du CO2
L'hydroxyde de lithium est utilisé à partir des années cinquante lors des missions spatiales et dans les sous-marins pour purifier l'air. En effet, l'hydroxyde de lithium réagit avec le dioxyde de carbone suivant la réaction acido-basique suivante :
{\displaystyle {\rm {2\left(LiOH,H_{2}O\right)+CO_{2}\rightarrow Li_{2}CO_{3}+3H_{2}O}}}

### Réacteurs nucléaires
La lithine est également utilisée dans les réacteurs nucléaires à eau, notamment ceux mettant en œuvre l'acide borique dissous. La lithine vient y contrer l'acidité du circuit primaire générée par l'acide borique (lui-même injecté comme neutrophage). Le choix s'est porté sur lui car une faible partie du bore 10 se transforme en lithium 7 par réaction (n + B10 → alpha + Li7) (environ 2 %).
La lithine utilisée dans les réacteurs nucléaires est à base de lithium enrichi en Li7 ; ainsi l'absence de Li6 prévient la formation de tritium (indésiré) par réaction (n + Li6 → T + alpha).

## Histoire
Le nom lithine est mentionné en 1827 dans le dictionnaire de l'académie. Il désigne le plus souvent l'alcali caustique LiOH, mais parfois encore l'(hémi)oxyde de lithium. Autrefois, il désignait plus souvent le carbonate de lithium.

## Toxicité
C'est un alcali très caustique, pour les muqueuses et la peau.